# Las Víboras
Las Víboras är en ort i Mexiko.   Den ligger i kommunen Tantoyuca och delstaten Veracruz, i den sydöstra delen av landet, 240 km norr om huvudstaden Mexico City. Las Víboras ligger 126 meter över havet och antalet invånare är 256.
Terrängen runt Las Víboras är platt. Runt Las Víboras är det ganska tätbefolkat, med 72 invånare per kvadratkilometer. Närmaste större samhälle är Tantoyuca, 9,7 km söder om Las Víboras. Trakten runt Las Víboras består till största delen av jordbruksmark.